# 탑포항
탑포항은 경상남도 거제시 남부면 탑포리에 있는 어항이다. 2003년 2월 3일 어촌정주어항으로 지정하여 관리하고 있다. 시설관리자는 거제시장이다.

## 어항 연혁
- 탑포마을은 본래 마을 앞에 대섬 또는 거북섬이 있고, 개안이 얕고 잔잔하여 민물 때 들어오는 고기를 갓후리 그물로 고기를 잡았다하여 망포라 하였는데 길손이 돌을 모아 누석단을 만들어 마을을 지키는 서낭신에 고사를 올려 탑포(塔浦)라 하였다.

## 어항 구역
- 수역: 미지정(거제시 남부면 탑포리 391-8번지 수역)
- 육역: 미지정

## 어항 시설
- 물양장, 선착장

## 주요 어종
- 멸치, 멍게, 해삼, 볼락